# Giacomo Nani (sous-marin, 1918)
Pour les articles homonymes, voir Giacomo Nani (sous-marin).
Le Giacomo Nani est un sous-marin italien, de la classe Barbarigo, construit à la fin de la Première Guerre mondiale pour la Marine royale italienne.
Le nom du sous-marin est un hommage à Giacomo Nani (1725-1797), un capitaine et homme politique italien de la République de Venise.

## Caractéristiques
La classe Barbarigo déplaçaient 796,6 tonnes en surface et 926,5 tonnes en immersion. Les sous-marins mesuraient 67 mètres, avaient une largeur de 5,9 mètres et un tirant d'eau de 3,81 mètres. Ils avaient une profondeur de plongée de 50 mètres. Leur équipage comptait 40 officiers et soldats.
Pour la navigation de surface, les sous-marins étaient propulsés par deux moteurs diesel FIAT de 2 600 chevaux-vapeur (cv) (1 910 kW), chacun entraînant un arbre d'hélice. En immersion, chaque hélice était entraînée par un moteur électrique de 650 chevaux-vapeur (478 kW). Ils pouvaient atteindre 16,8 nœuds (31,1 km/h) en surface et 9,3 nœuds (17,2 km/h) sous l'eau. En surface, la classe Barbarigo avait une autonomie de 1 850 milles nautiques (3 426 km) à 9,3 noeuds (17,2 km/h); en immersion, elle avait une autonomie de 160 milles nautiques (296 km) à 1,6 noeuds (2,9 km/h).
Les sous-marins étaient armés de six tubes lance-torpilles de 45 centimètres, quatre à l'avant et deux à l'arrière, pour lesquels ils transportaient un total de 10 torpilles. Ils étaient également armés d'un canon de pont de 76/40 Model 1916 à l'avant de la tour de contrôle (kiosque) et un canon de pont 76/30 Model 1914 à l'arrière de la tour de contrôle pour le combat en surface.

## Construction et mise en service
Le Giacomo Nani est construit par le chantier naval Cantiere navale del Muggiano de La Spezia en Italie, et mis sur cale le 27 octobre 1915. Il est lancé le 8 septembre 1918 et est achevé et mis en service le 10 août 1919. Il est commissionné le même jour dans la Regia Marina.

## Histoire du service
Le Giacomo Nani  n'est entré en service qu'en août 1919, plusieurs mois après la fin de la Première Guerre mondiale.
L'entraînement dure assez longtemps, ne se terminant que le 10 mai 1920, lorsque le Nani devient opérationnel,.
Le 1er avril 1924, le sous-marin est déployé à La Spezia, dans le cadre du Ier Escadron de sous-marins,. La même année, il effectue un voyage d'entraînement dans le nord de la mer Tyrrhénienne,.
Le 1er mars 1927, il est affecté au Ier escadron de la 1re flottille de la division sous-marine.
Employé dans la formation de 1927 à 1930 (il a fait des croisières de formation en 1927, 1928, 1929, 1930), il est ensuite désarmé à La Spezia car il est devenu obsolète,.
Déclassé le 1er août 1935,, il est envoyé à la casse.